# Friedrich Deetz
Friedrich Deetz (11 de Setembro de 1916 - 8 de Janeiro de 1944) foi um comandante de U-Boot que serviu na Kriegsmarine durante a Segunda Guerra Mundial.